# TSU Matrei
Die Sportunion iDM Matrei i. O., oftmals kurz TSU Matrei genannt, ist ein Mehrspartenverein mit den Sektionen Tennis, Ranggeln, Fußball, Stockschießen und Skilauf aus der Tiroler Marktgemeinde Matrei in Osttirol. Die Sektion Fußball gehört jedoch wie alle Fußballvereine aus dem Bezirk Lienz dem Kärntner Fußballverband (KFV) an. Die Fußball-Kampfmannschaft spielt seit der Saison 2019/20 in der Unterliga West, der fünfthöchsten österreichischen Spielklasse.

## Geschichte
Die TSU Matrei wurde 1951 gegründet. Matrei stieg 1982 erstmals in die Kärntner Liga auf, die höchste Spielklasse des KFV. Nach einer Spielzeit folgte am Ende der Saison 1982/83 jedoch direkt wieder der Gang in die Unterliga. Nach einer Unterliga-Saison schafften die Osttiroler aber wieder den Aufstieg in die höchste Kärntner Spielklasse.
In der Saison 1986/87 nahm der Verein erstmals am ÖFB-Cup teil. In der ersten Runde traf man auf den Zweitligisten SK Vorwärts Steyr, den man mit 2:1 besiegte. In der zweiten Runde unterlag man aber schließlich dem Zweitligisten SV St. Veit. 1989 stieg Matrei wieder aus der Landesliga ab und wie beim letzten Abstieg direkt nach einer Saison wieder in die Landesliga auf. In der Saison 1993/94 folgte die zweite Cupteilnahme des Vereins, nachdem man sich in der Vorrunde gegen den SVG Bleiburg durchsetzt hatte. In der ersten Runde hatte man aber gegen den Zweitligisten SV Spittal/Drau das Nachsehen. Nach elf Jahren in der Landesliga folgte 2001 der dritte Abstieg in die Unterliga, diesmal schaffte man jedoch nicht wieder den direkten Sprung zurück.
In der Saison 2011/12 scheiterte Matrei knapp am Aufstieg: Die Saison in der Unterliga West beendete man als Vizemeister hinter der SG Steinfeld. Dadurch qualifizierte man sich für die Relegation um den Aufstieg, in der man auf ASKÖ Köttmannsdorf traf. Nach einem torlosen Remis zuhause unterlag man allerdings Köttmannsdorf im Rückspiel und verpasste somit den Aufstieg. In der Saison 2013/14 wurden die Tiroler erneut Vizemeister, diesmal hinter dem SV Sachsenburg. Diesmal traf man in der Relegation auf den FC St. Michael, dem man zuhause mit 2:1 unterlag. In Wolfsberg spielte man schließlich Remis, wodurch man auch in dieser Spielzeit in der Relegation am Aufstieg scheiterte. In der Saison 2017/18 konnte Matrei schließlich Meister der Gruppe West in der Unterliga werden und somit nach 17 Jahren wieder in die Kärntner Liga aufsteigen.
Die Saison 2018/19 beendete der Verein allerdings auf Rang 14 und musste somit wieder in die Unterliga absteigen, auf den Klassenerhalt fehlte den Tirolern lediglich ein Punkt. Die coronabedingt abgebrochene Saison 2019/20 wurde auf dem 3. Rang beendet. In der Saison 2020/21 wurde nur die Hinrunde gespielt, wobei abschließend der 11. Rang belegt wurde. Von Mai bis September 2021 fungierte der ehemalige Spieler David Resinger als Cheftrainer. Nach nur einem Punkt aus 10 Spielen folgte der Ex-Spieler Dominik Hanser als neuer Trainer, unter dessen Führung im Frühjahr 2022 noch knapp der Klassenerhalt geschafft wurde. Ab Sommer 2022 fungierte Anton Leitner als neuer Kampfmannschaftstrainer, auch ihm gelang der Klassenerhalt. Ihm folgte Mag. Rupert Marko als Cheftrainer, auch mit ihm wurde die Klasse gehalten. Nach dessen Ausscheiden aus dem Verein übernahm der frühere Spieler und Trainer Harald Panzl  in der Saison 2024/2025 das Team. Gemeinsam mit seinem gleichberechtigten Trainerkollegen Christoph Bernsteiner startete er eine Rückholaktion von Matreier Spielern. Jonathan Panzl und Manuel Hanser (beide spielten von Kindesbeinen an für Matrei) wurden vom TSU Bramberg aus der Salzburger Liga zurückgeholt. Die beiden nahmen ihren Freund und Kollegen Luca Ronacher mit nach Osttirol. Er spielt seither als einziger Nicht-Osttiroler beim Verein. Ebenfalls nach Matrei kehrten Hannes Wibmer (SVG Reichenau) und Thomas Riepler (Favoritner AC) zurück. Beide waren bis zur Jugend in Matrei und wechselten dann nach Wolfsberg. Hannes zum ATSV und Thomas zum WAC. Der Prägratner Julian Weiskopf, kam ebenfalls ins Iseltal zurück und komplettierte mit dem Virgener Michael Berger und dem Oberlienzer Oliver Gomig den Stamm der aktuellen Mannschaft.